# Stina Blackstenius
Emma Stina Blackstenius ( PRONÚNCIA; Vadstena, 5 de fevereiro de 1996) é uma futebolista profissional sueca que atua como atacante (pt: avançada).
Atualmente joga pelo Arsenal FC, clube sediado na cidade de Londres em Inglaterra.
Integra a Seleção Sueca de Futebol Feminino desde 2015. 

## Carreira
Stina Blackstenius fez parte do elenco da Seleção Sueca de Futebol Feminino, nas Olimpíadas de 2016 e Olimpíadas de 2020. 
Integrou a  Seleção Sueca de Futebol Feminino na Copa do Mundo de Futebol Feminino de 2023, tendo a Suécia ficado em 3.º lugar, e conquistado a medalha de bronze.

## Clubes
Jogou por vários clubes:
- Linköping FC (2012-2017)
- Montpellier HSC (2017-2019)
- Linköping FC (2019-2020)
- BK Häcken (2021-2022)
- Arsenal WFC (2022-)

## Títulos
Stina Blackstenius conquistou vários títulos durante a sua carreira desportiva: 
- Jogos Olímpicos de 2016 – Futebol feminino
- Jogos Olímpicos de 2020 – Futebol feminino
- Copa do Mundo de Futebol Feminino -  2023
- Campeonato Europeu de Futebol Feminino Sub-19 de 2015
- Campeonato Sueco de Futebol Feminino - 2016 e 2020
- Copa da Suécia de Futebol Feminino – 2013, 2014 e 2020
- Campeonato Europeu de Futebol Feminino Sub-19 – 2014/2015
- Algarve Cup - 2018 e 2022